# 東瀬棚町
東瀬棚町（ひがしせたなまち）は、かつて北海道瀬棚郡に存在した町である。

## 沿革
- 1902年（明治35年）2月19日 - 瀬棚村の区域から分立して東瀬棚村が発足する。
- 1906年（明治39年）4月1日 - 北海道二級町村制施行により瀬棚郡東瀬棚村の区域をもって、瀬棚郡東瀬棚村（ひがしせたなむら）が発足する。
- 1932年（昭和7年） - 瀬棚郡利別村（現・今金町）の区域の一部を編入。
- 1939年（昭和14年）- 10行政字を設置（松岡、徳島、豊岡、兜野、東瀬棚、愛知、丹羽、東丹羽、西丹羽、小倉山）。
- 1953年 町制施行し、東瀬棚町となる。
- 1955年（昭和30年）4月1日 - 瀬棚郡東瀬棚町及び太櫓郡太櫓村が合併し、瀬棚郡北檜山町が発足する。